# Język tsaukambo
Język tsaukambo (a. tsakwambo, tsokwambo, saukambo), także kotogüt (a. kotogut) – język papuaski używany w prowincji Papua w Indonezji, przez grupę ludności w rejonie rzeki Digul. Według danych z 2000 r. mówi nim 780 osób.
Jest blisko spokrewniony z językiem komyandaret, który przypuszczalnie daje się klasyfikować jako dialekt tego samego języka; etnolekty tsaukambo i komyandaret uchodzą za wzajemnie zrozumiałe. Niewykluczone jednak, że komunikacja między tymi społecznościami jest możliwa ze względu na wielojęzyczność ludności. W publikacji Ethnologue (wyd. 22) języki te zostały powiązane z ngalum, z kolei L. de Vries (2012) postuluje ich bliższe pokrewieństwo z korowai .
Według doniesień z 2000 r. użytkownicy tego języka zamieszkiwali wówczas wsie: Waliburu, Bi(wage), Kabuwage i Danokit. Według danych Peta Bahasa we wsi Kaway tsaukambo współistnieje z komyandaret. W użyciu jest także indonezyjski/lokalny malajski. Znane są również inne języki lokalne, czemu sprzyja różnorodność językowa regionu. Niemniej odnotowano, że tsaukambo odgrywa dominującą rolę w obrębie społeczności. Dostęp do edukacji jest silnie ograniczony.
Wczesne materiały nt. tego języka zgromadził w 1981 r. misjonarz Peter Baas. W 2000 r. wstępne dane nt. sytuacji językowej w regionie zebrał zespół badaczy pod auspicjami SIL International. Tsaukambo nie wykształcił piśmiennictwa.